# جان اچ. ویلیامز (تهیه‌کننده فیلم)
جان هیورد ویلیامز (به انگلیسی: John H. Williams) (زاده ۱۷ ژوئن ۱۹۵۳) تهیه‌کننده فیلم آمریکایی است که به خاطر فعالیت‌هایش در لایو اکشن و پویانمایی شناخته شده است. او عمدتاً برای فرنچایز اصلی فیلم شرک شناخته شده است. او بنیان‌گذار و مالک شرکت خود، ونگارد فیلمز است که محصولات لایو اکشن و پویانمایی (از طریق شرکت خواهر، ونگارد انیمیشن) تولید می‌کند.

## زندگی و فعالیت
ویلیامز در ۱۷ ژوئن ۱۹۵۳ در منهتن، نیویورک زاده شد.
در سال ۲۰۰۱ اندکی پس از کار روی شرک، ویلیامز ونگارد انیمیشن را تأسیس کرد و شروع به کار بر روی پروژه‌هایی از جمله کبوتر بی‌باک (۲۰۰۵)، پایان خوش ناخوش (۲۰۰۷)، میمون‌های فضایی (۲۰۰۸) و دنباله آن میمون‌های فضایی ۲ کرد.
او اولین کارگردانی خود را در میمون‌های فضایی ۲ انجام داد.

### کمیک‌های ونگارد
در ۶ ژوئن ۲۰۰۸، جان ویلیامز به همراه پلاتینیوم استودیوز یک برچسب جدید به نام کمیک‌های ونگار ایجاد کردند.

### ۳کیویو مدیا
در سال ۲۰۱۴، با همکاری هنری اسکلسی، او ۳کیویو مدیا را به عنوان یک متخصص در فیلم‌های پویانمایی ساخته شده با کامپیوتر برای بازار بین‌المللی ساخت.

## فیلم‌شناسی
| سال    | فیلم‌                       | نقش                  | یادداشت‌ها      |
| ------ | -------------------------- | -------------------- | -------------- |
| ۱۹۸۸   | شاگرد قتل                  | تهیه‌کننده مشترک      |                |
| ۱۹۹۱   | خوشه‌های خشم                | تهیه‌کننده            | فیلم تلویزیونی |
| ۱۹۹۴   | اتاق پذیرایی               | تهیه‌کننده            | فیلم تلویزیونی |
| ۱۹۹۷   | هفت سال در تبت             | تهیه‌کننده            |                |
| ۱۹۹۸   | اسپالدینگ گری: وحشت‌های لذت | تهیه‌کننده            |                |
| ۱۹۹۹   | مزرعه بالون                | تهیه‌کننده            | فیلم تلویزیونی |
| ۲۰۰۱   | شرک                        | تهیه‌کننده            |                |
| ۲۰۰۲   | تاکسیدو                    | تهیه‌کننده            |                |
| ۲۰۰۲   | پسران اتصال                | تهیه‌کننده            | فیلم تلویزیونی |
| ۲۰۰۴   | شرک ۲                      | تهیه‌کننده            |                |
| ۲۰۰۵   | کبوتر بی‌باک                | تهیه‌کننده            |                |
| ۲۰۰۷   | پایان خوش ناخوش            | تهیه‌کننده            |                |
| ۲۰۰۷   | شرک ۳                      | تهیه‌کننده اجرایی     |                |
| ۲۰۰۸   | میمون‌های فضایی             | تهیه‌کننده            |                |
| ۲۰۱۰   | شرک برای همیشه             | تهیه‌کننده اجرایی     |                |
| ۲۰۱۰   | میمون‌های فضایی ۲           | کارگردان و تهیه‌کننده |                |
| ۲۰۱۱   | گربه چکمه‌پوش               | تهیه‌کننده مشترک      |                |
| ۲۰۱۲   | در جاده                    | تهیه‌کننده اجرایی     |                |
| ۲۰۱۵   | ماموریت سنجابی             | تهیه‌کننده            |                |
| ۲۰۱۷   | گنوم تنها                  | تهیه‌کننده            |                |
| ۲۰۱۸   | چارمینگ                    | تهیه‌کننده            |                |
| ۲۰۱۹   | مشکل                       | تهیه‌کننده            |                |
| ۲۰۲۰   | بی‌باک                      | تهیه‌کننده            |                |
| ۲۰۲۳   | مسابقات رالی جاده‌ای        | تهیه‌کننده            |                |
| تی‌بی‌ای | گوس چیس                    | تهیه‌کننده            | پیش‌تولید       |

| تاریخ     | نمایش              | نقش              | یادداشت                   |
| --------- | ------------------ | ---------------- | ------------------------- |
| ۱۹۸۴–۱۹۹۱ | تماشاخانه آمریکایی | تهیه‌کننده        | مجموعه تلویزیونی - ۴ قسمت |
| ۱۹۸۵      | اجراهای عالی       | تهیه‌کننده        | مجموعه تلویزیونی - ۱ قسمت |
| ۱۹۸۷–۱۹۸۸ | استادهای آمریکایی  | تهیه‌کننده اجرایی | مجموعه تلویزیونی - ۲ قسمت |